# Charles Hill
Charles Hill è un villaggio del Botswana situato nel distretto di Ghanzi, sottodistretto di Ghanzi. Il villaggio, secondo il censimento del 2011, conta 3.591 abitanti.

## Località
Nel territorio del villaggio sono presenti le seguenti 11 località:
- Kangumengwa di 35 abitanti,
- Katere di 32 abitanti,
- Mamuno di 8 abitanti,
- Mamuno Border Post di 63 abitanti,
- Marston,
- Ontjupa di 3 abitanti,
- Scotland,
- Scotland Dairy Farm di 14 abitanti,
- Talasman di 18 abitanti,
- Tjomigondo di 17 abitanti,
- Wet Flay di 10 abitanti